# Ząbkowice Śląskie
Ząbkowice Śląskie (německy Frankenstein, česky Frankenštejn) je město v Polsku v Dolnoslezském vojvodství v okrese Ząbkowice Śląskie. V roce 2024 zde žilo 14 178 obyvatel.

## Historie

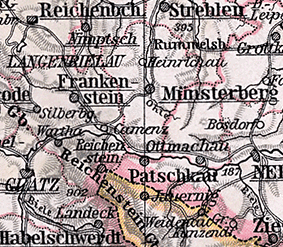
Frankenstein a Münsterberg na mapě Pruského Slezska z roku 1905

Město bylo založeno ve 13. století německými kolonisty. Nejstarší dokument, z roku 1280 je zmiňuje pod německým názvem Frankenstein, který najdeme i v pozdějších českých pramenech jak Frankenštejn. Vládl zde slezský vévoda Boleslav I. Surový. Roku 1335 město obsadil moravský markrabě a budoucí český král Karel IV., který je také roku 1351 připojil k České koruně jako součást Kladského hrabství. Ve druhé čtvrtině 15. století drželi zdejší hrad páni z Lichtenburka. Roku 1456 je daroval český král Ladislav Pohrobek Jiřímu z Poděbrad. Ten jej povýšil na vévodství a roku 1459 přenechal svým synům, kteří si dědictví roku 1472 rozdělili: vévodou se stal katolík Jindřich I. starší z Minsterberka, který zde vybudoval první renesanční zámek v českých zemích, přestavěl jej jeho syn Karel I. Po jeho smrti se město přiklonilo k české reformaci. Období hospodářského a kulturního rozkvětu města skončilo za třicetileté války zničením zámku v roce 1646. Za první války o dědictví slezské roku 1742 připadlo město Prusku později známého jako Pruské Slezsko.
V roce 1858 získalo město napojení na německou železniční síť (trať Kamieniec Ząbkowicki – Jaworzyna Śląska). V roce 1905 mělo přes 8 tisíc obyvatel a drtivá většina z nich byla německé národnosti. Koncem druhé světové války obsadila celé Pruské Slezsko vojska SSSR a území bylo přičleněno k Polsku pod novým názvem Polské Slezsko.

## Pamětihodnosti
- Gotický kostel sv. Anny
- Bývalý klášter dominikánů s kostelem Povýšení sv. Kříže
- Ruina zámku – nejstarší renesanční stavba v zemích České koruny
- Část městského opevnění s cihlovými bastiony
- Krzywa wieża – šikmá věž, ve znaku města
- Hřbitov
- Novogotická budova radnice (1862–1864)
- Novogotická budova hlavní pošty

## Rodáci
- Christoph Schilling († 16. října 1583, humanista, reformovaný pedagog a lékař
- David Pareus (30. prosince 1548 – 15. června 1622), reformovaný teolog
- Benedict Strauch (12. března 1724 – 19. října 1803), katolický teolog a pedagog
- Karl Adolf von Strotha (22. února 1792 – 15. února 1870), pruský důstojník a kriegminister v letech 1848–1850
- Mořic hrabě von Strachwitz (1822 – 1847), slezský spisovatel
- Jiří Viktor Figulus (21. ledna 1858 – 27. července 1927), potomek J. A. Komenského
- Friedrich Hammer (8. února 1861 – 18. února 1923), německý politik
- Benno Jacob (7. září 1862 – 24. ledna 1945), liberální rabín
- Fritz Erler (15. prosince 1868 – 11. prosince 1940), malíř
- Wilhelm Kroll (7. října 1869 – 21. dubna 1939), klasický filolog
- Erich Erler (16. prosince 1870 – 19. června 1946), malíř

## Partnerská města
- Bran, Rumunsko
- Červený Kostelec, Česko
- Sławno, Polsko
- Sourdeval, Francie
- Toruň, Polsko
- Uchte, Německo
- Wiesloch, Německo

## Galerie

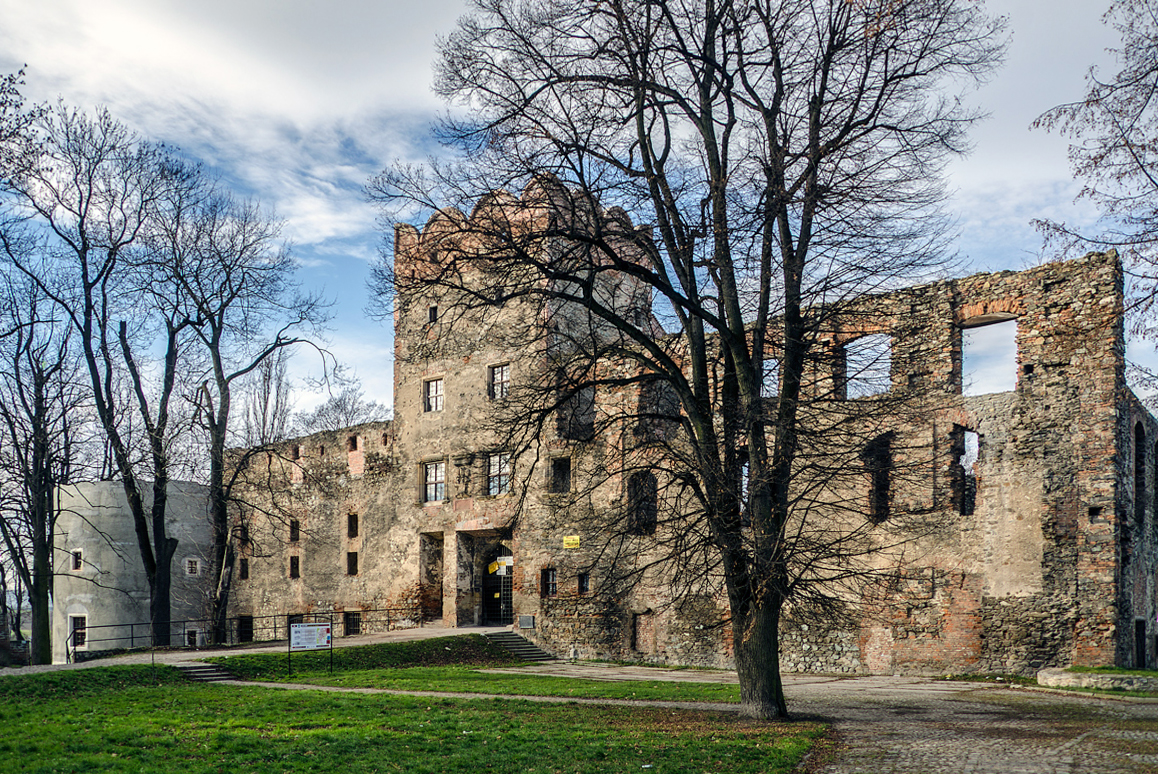
Ruina zámku (2013)
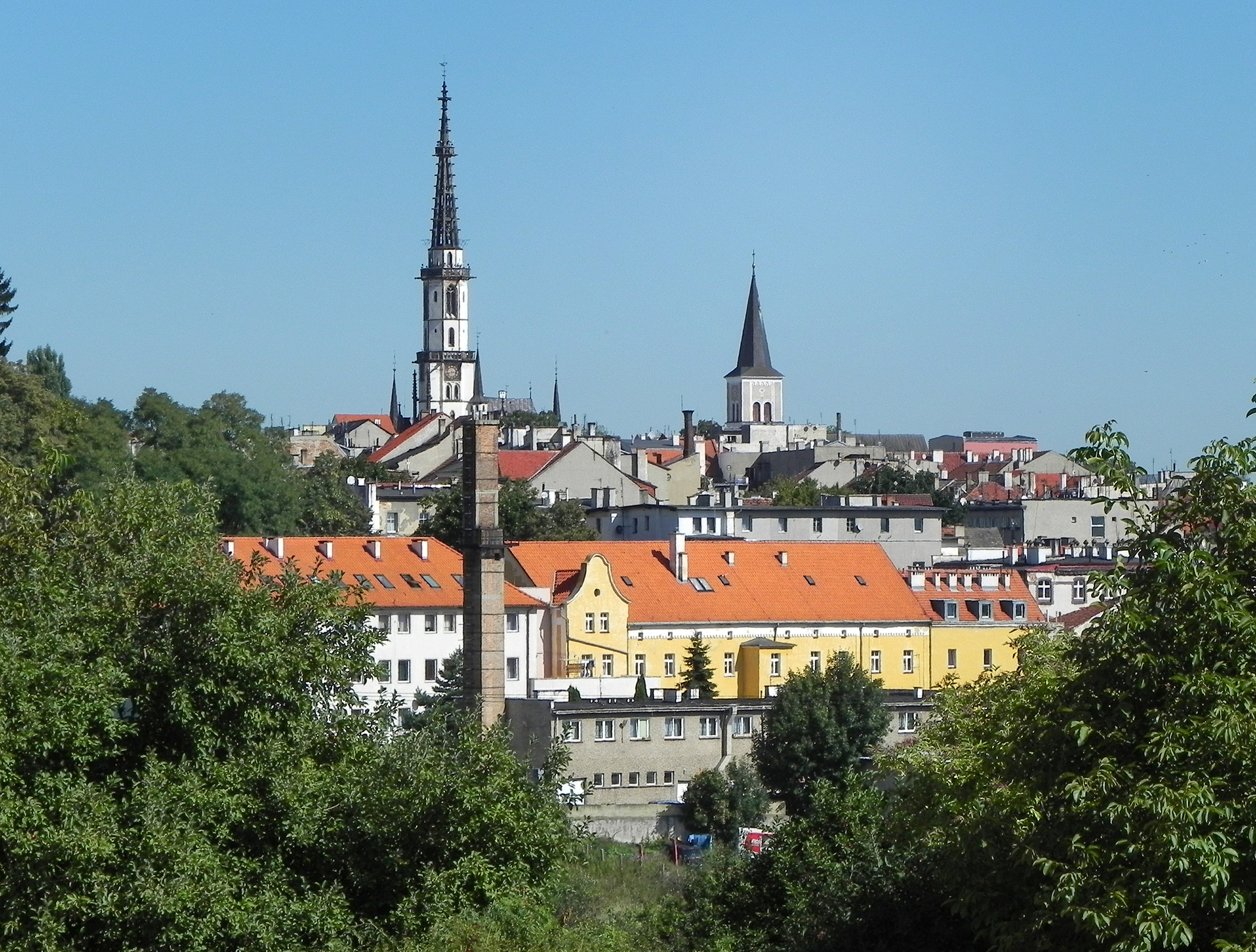
Panorama města
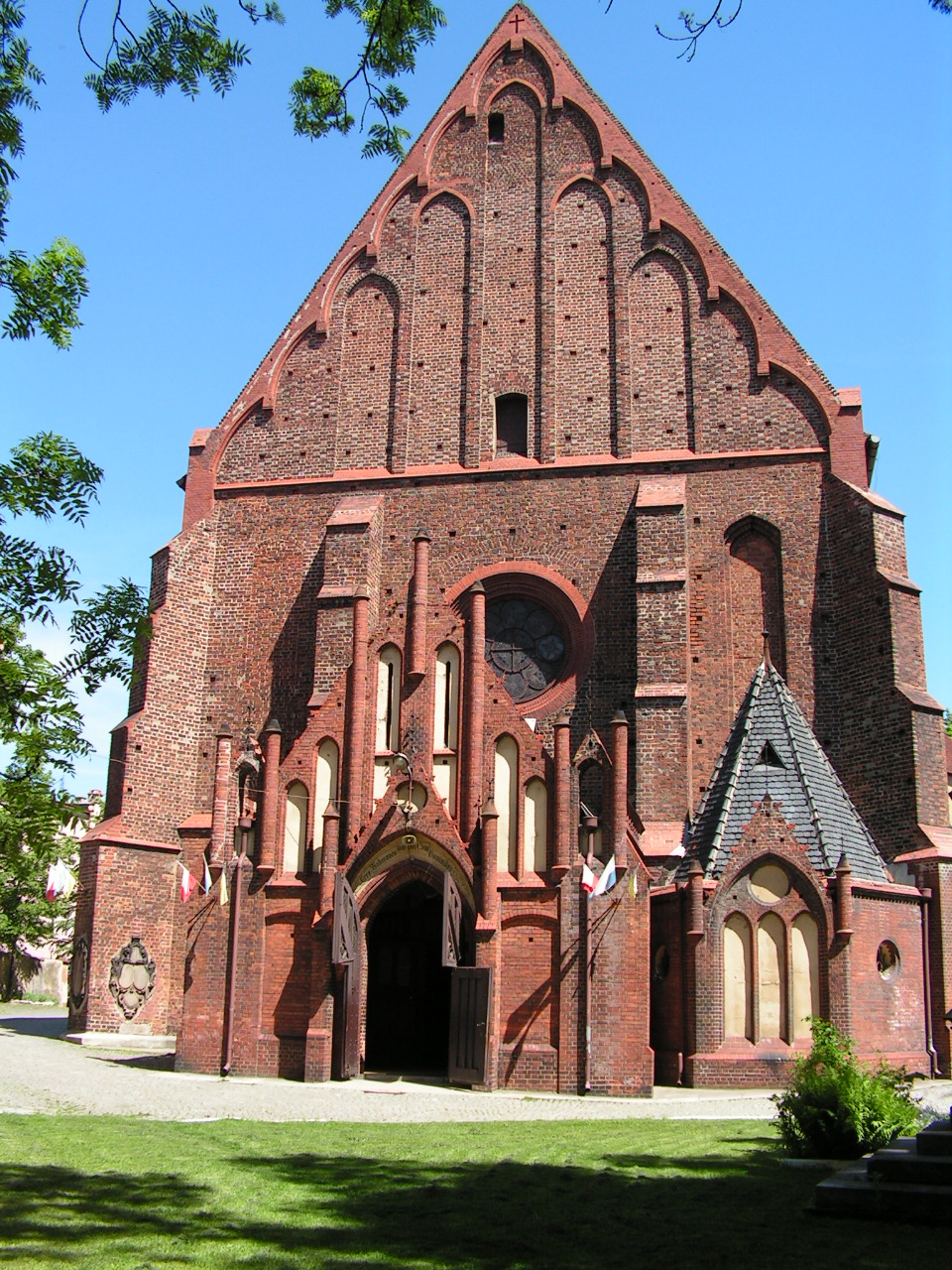
Kostel sv. Anny
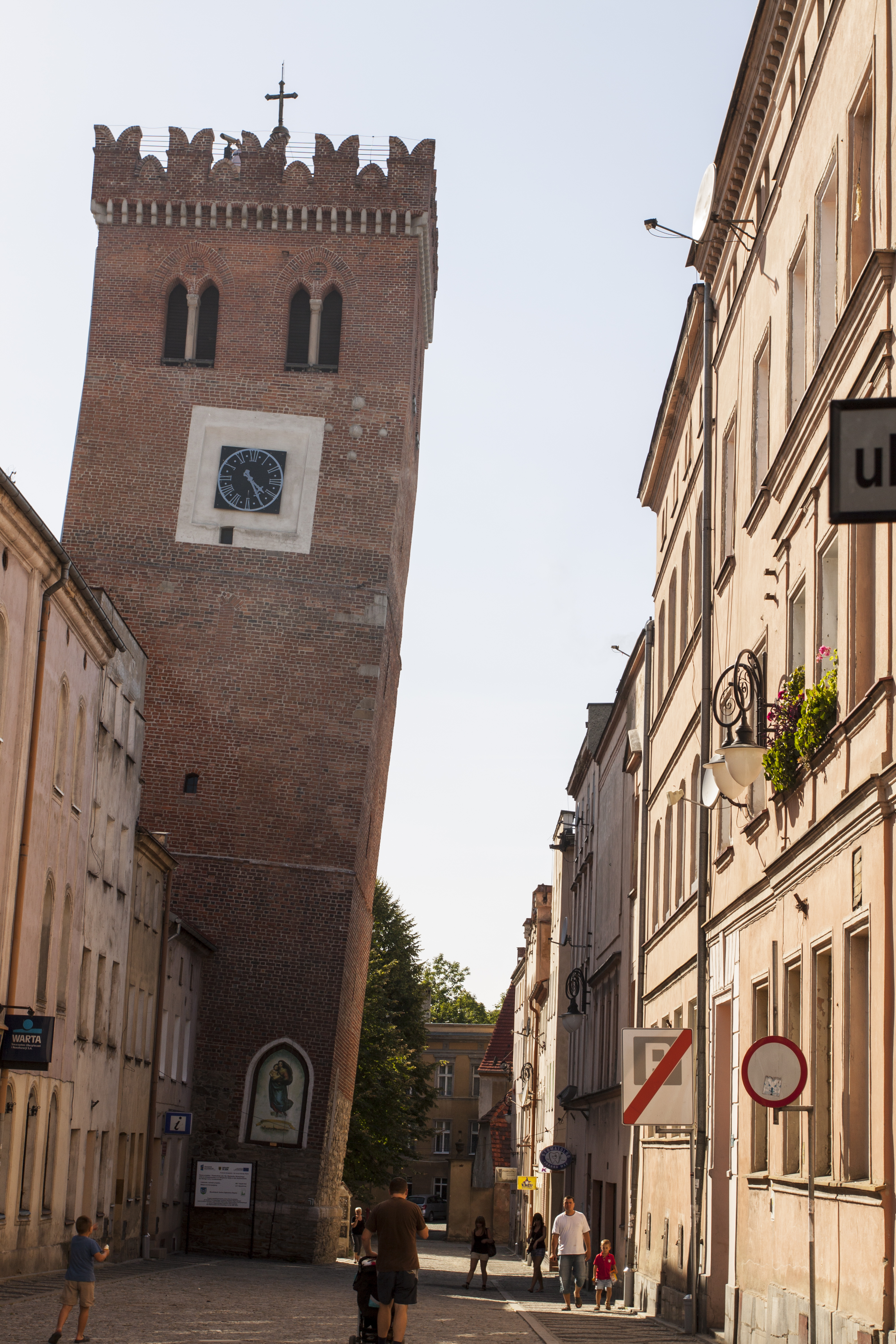
Křivá věž